# Iguarima pichincha
Iguarima pichincha är en spindelart som beskrevs av Antonio D. Brescovit 1997. Iguarima pichincha ingår i släktet Iguarima och familjen spökspindlar.
Artens utbredningsområde är Ecuador. Inga underarter finns listade i Catalogue of Life.